# Josef Isser
Josef Isser –conocido como Pepi Isser– es un deportista austríaco que compitió en luge y bobsleigh.
Ganó dos medallas en el Campeonato Mundial de Luge de 1955, y cuatro medallas en el Campeonato Europeo de Luge entre los años 1951 y 1956. Además, obtuvo dos medallas en el Campeonato Mundial de Bobsleigh, en los años 1955 y 1962.

## Palmarés internacional
| Campeonato Mundial | Campeonato Mundial           | Campeonato Mundial | Campeonato Mundial |
| Año                | Lugar                        | Medalla            | Prueba             |
| ------------------ | ---------------------------- | ------------------ | ------------------ |
| 1955               | Oslo (Noruega)               | Medalla de plata   | Doble              |
| 1955               | Oslo (Noruega)               | Medalla de bronce  | Individual         |
| Campeonato Europeo |                              |                    |                    |
| Año                | Lugar                        | Medalla            | Prueba             |
| 1951               | Igls (Austria)               | Medalla de plata   | Doble              |
| 1952               | Garmisch-Partenkirchen (RFA) | Medalla de bronce  | Doble              |
| 1954               | Davos (Suiza)                | Medalla de oro     | Doble              |
| 1956               | Imst (Austria)               | Medalla de oro     | Individual         |

| Campeonato Mundial | Campeonato Mundial           | Campeonato Mundial | Campeonato Mundial |
| Año                | Lugar                        | Medalla            | Prueba             |
| ------------------ | ---------------------------- | ------------------ | ------------------ |
| 1955               | Sankt Moritz (Suiza)         | Medalla de plata   | Doble              |
| 1962               | Garmisch-Partenkirchen (RFA) | Medalla de bronce  | Cuádruple          |